# Augustus Keppel (1er vicomte Keppel)
Pour les articles homonymes, voir Keppel.
L'amiral britannique Augustus Keppel (25 avril 1725 – 2 octobre 1786) est un officier de marine et parlementaire britannique. Il exerce des fonctions de commandement dans la Royal Navy pendant la guerre de Sept Ans et la guerre d'indépendance américaine. En 1782, il devient le Premier Lord de l'Amirauté et est à cette occasion fait vicomte Keppel et membre du Conseil privé du roi.

## Jeunesse et débuts dans laRoyal Navy

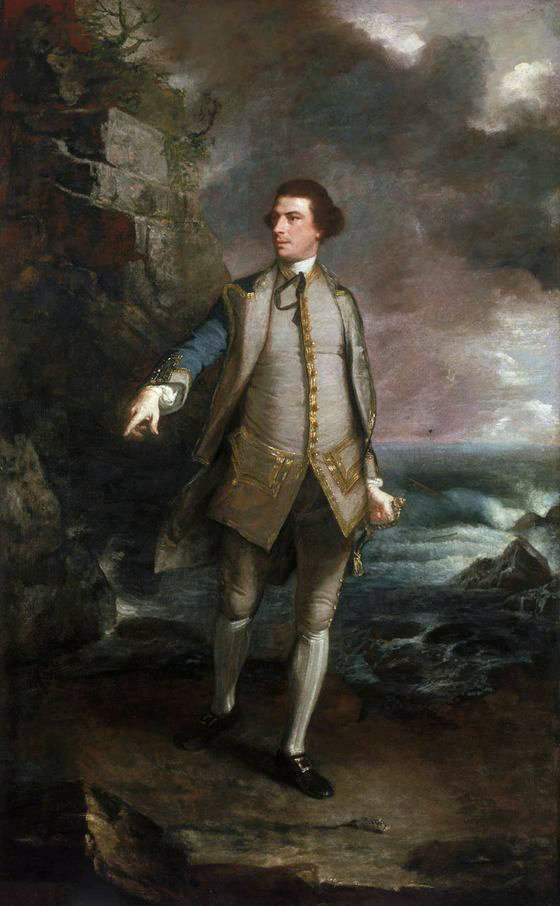
Keppel, par Reynolds, 1752-53, dans la pose de l'Apollon du Belvédère, au National Maritime Museum

Issu de l'une des principales familles aristocratiques Whig originaire du duché de Gueldre (Provinces-Unies), qui était arrivée en Angleterre en compagnie de Guillaume d'Orange, Augustus Keppel est le deuxième fils de William Keppel, 2e comte d'Albemarle et de sa femme Anne Lennox (24 juin 1703–20 octobre 1789), elle-même fille de Charles Lennox, 1er duc de Richmond (fils illégitime du roi Charles II d'Angleterre), et d'Anne Brudenell.
Il prend la mer dès l'âge de dix ans et entre jeune dans la Royal Navy, il avait déjà cinq ans de service à son actif quand il est nommé sur le HMS Centurion et envoyé avec Lord Anson faire le tour du monde en 1740. Il échappa de justesse à la mort lors de la prise de Paita (13 novembre 1741), et est nommé lieutenant en 1742. Pendant ce voyage, il se lia d'amitié avec John Campbell, et est atteint de scorbut et perd la plupart de ses dents. De retour de son tour du monde, en 1744, il est promu commander et post-captain du HMS Wolf (1742). Il participe activement pendant la guerre de Succession d'Autriche, en 1747 le vaisseau qu'il commande le HMS Maidstone, 50 canons, s'échoue près de Noirmoutier le 8 juillet 1747, alors qu'il prenait en chasse un vaisseau marchand français (le Dromadaire), mais il est honorablement acquitté par une cour martiale, et nommé à un autre commandement. Il sert jusqu'à la signature de la paix d'Aix-la-Chapelle en 1748.
Au début de 1749, Keppel est présenté par Lord Edgecombe à Sir Joshua Reynolds. Le 11 mai 1749, il appareille de Plymouth en direction de la Méditerranée, avec le grade de Commodore commandant de la Mediterranean Fleet. Arborant son pavillon de son ancien navire le HMS Centurion, il a pour mission de persuader le dey d'Alger de lutter contre la pirates barbaresques parmi ses sujets.
Lors de ce voyage, Reynolds voyage à son bord jusqu'à Minorque où il peint six portraits de Keppel ainsi que celui des officiers de la garnison britannique stationnés sur place. Malgré la mésentente des deux hommes, le dey et Keppel concluent un traité et ce dernier rentre en Angleterre en 1751.

## La guerre de Sept Ans

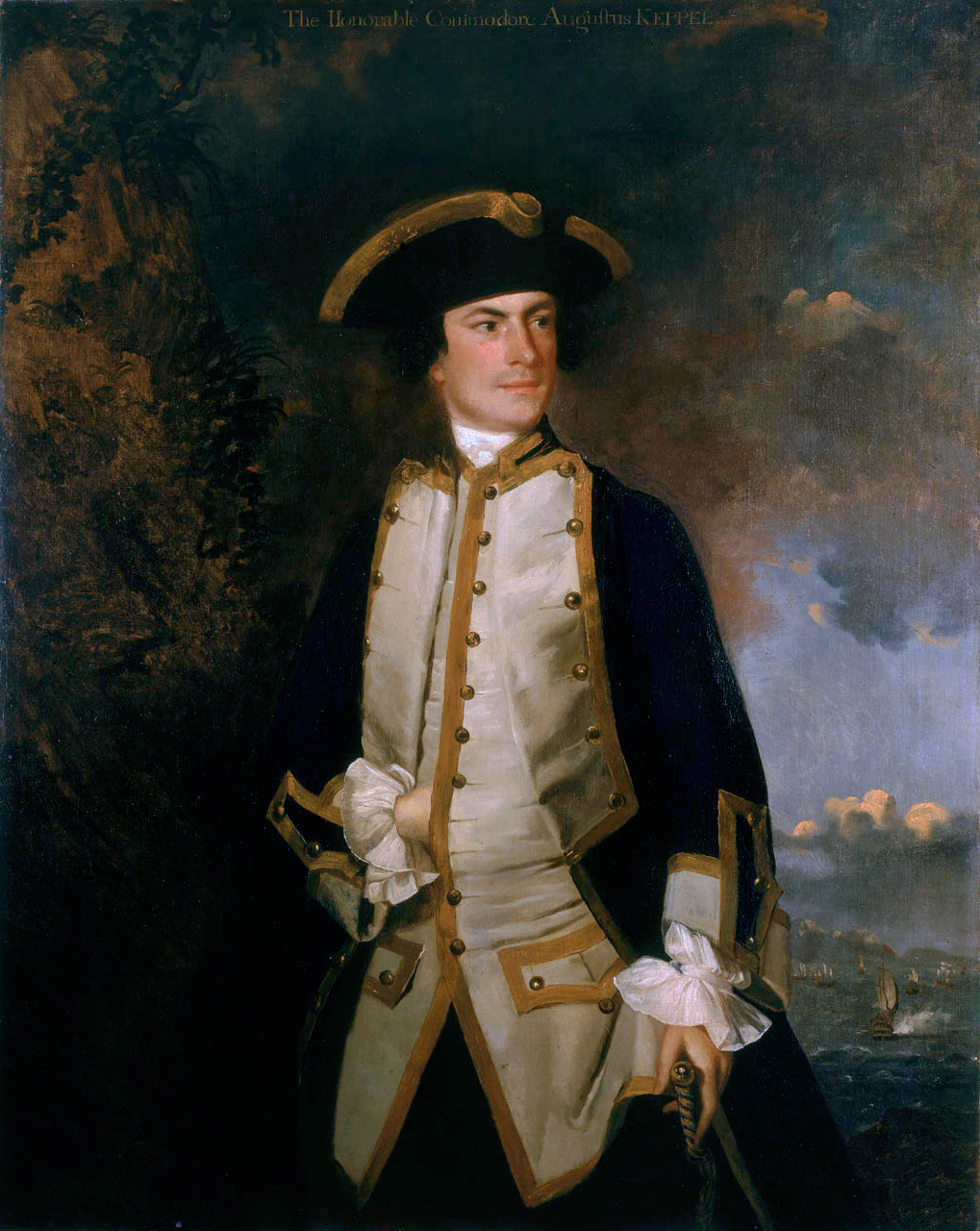
Keppel, par Reynolds

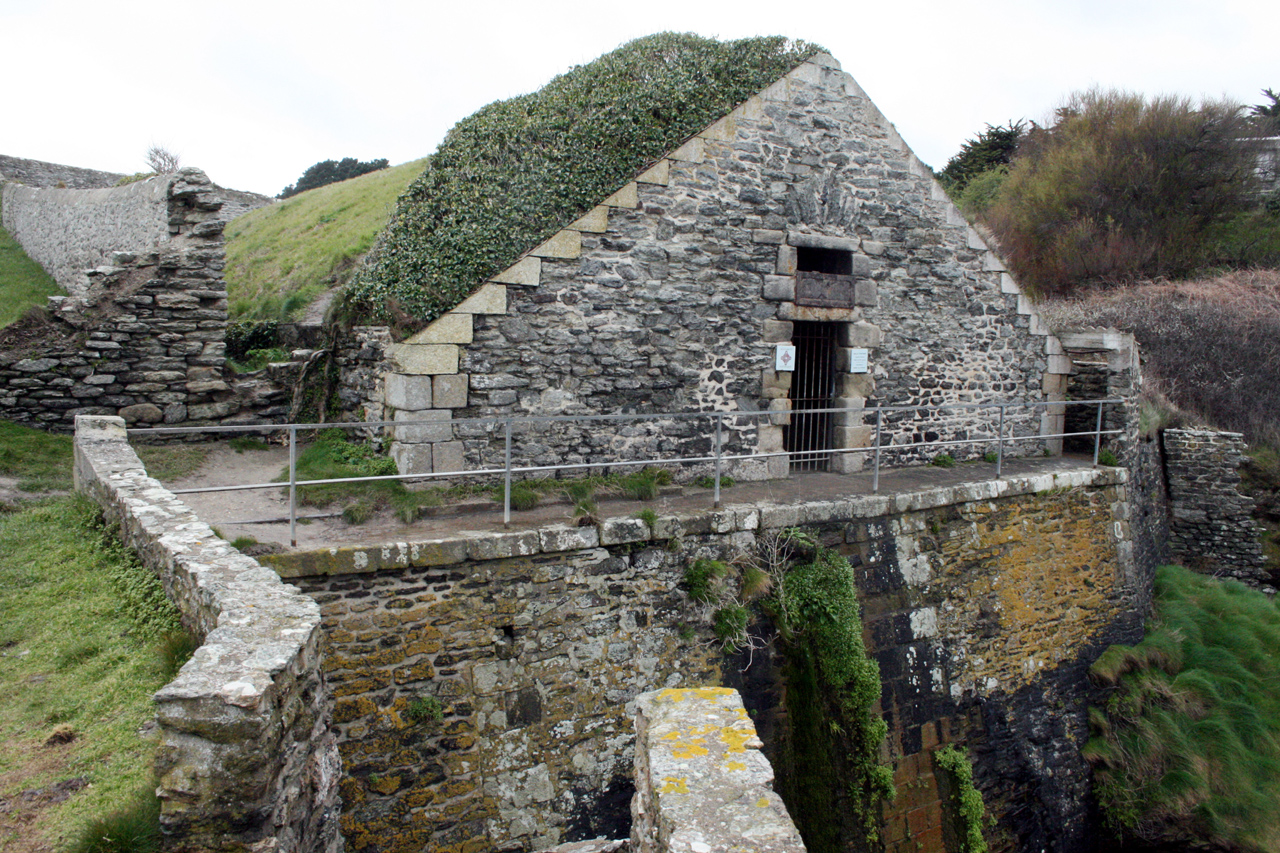
La belle fontaine ou aiguade Vauban à Belle-Île-en-Mer, citerne pour le ravitaillement en eau potable de la flotte.

Il sert activement pendant toute la durée de la guerre de Sept Ans. Il est commandant en chef de la North American Station de 1751 à 1755. Il croise au large des côtes françaises en 1756, et commande une escadre navale envoyée prendre possession du comptoir français de Gorée au large de l'Afrique de l’Ouest en 1758. Son navire le HMS Neptune, 74 canons, est le premier à ouvrir le feu lors de la bataille de la baie de Quiberon en 1759. En 1757, il fait partie de la cour martiale qui condamne l'amiral Byng, bien qu'il se soit lui-même efforcé d'obtenir son acquittement, sans être parvenu à emporter l'adhésion du reste des jurés.
En mars 1761, Keppel prend la tête d’une escadre aux commandes du HMS Valiant chargée de prendre Belle-Isle. En juin 1761, ce site stratégique important pour le ravitaillement en eau potable de la flotte française tombe aux mains des Anglais.

### Expédition sur Cuba et promotions

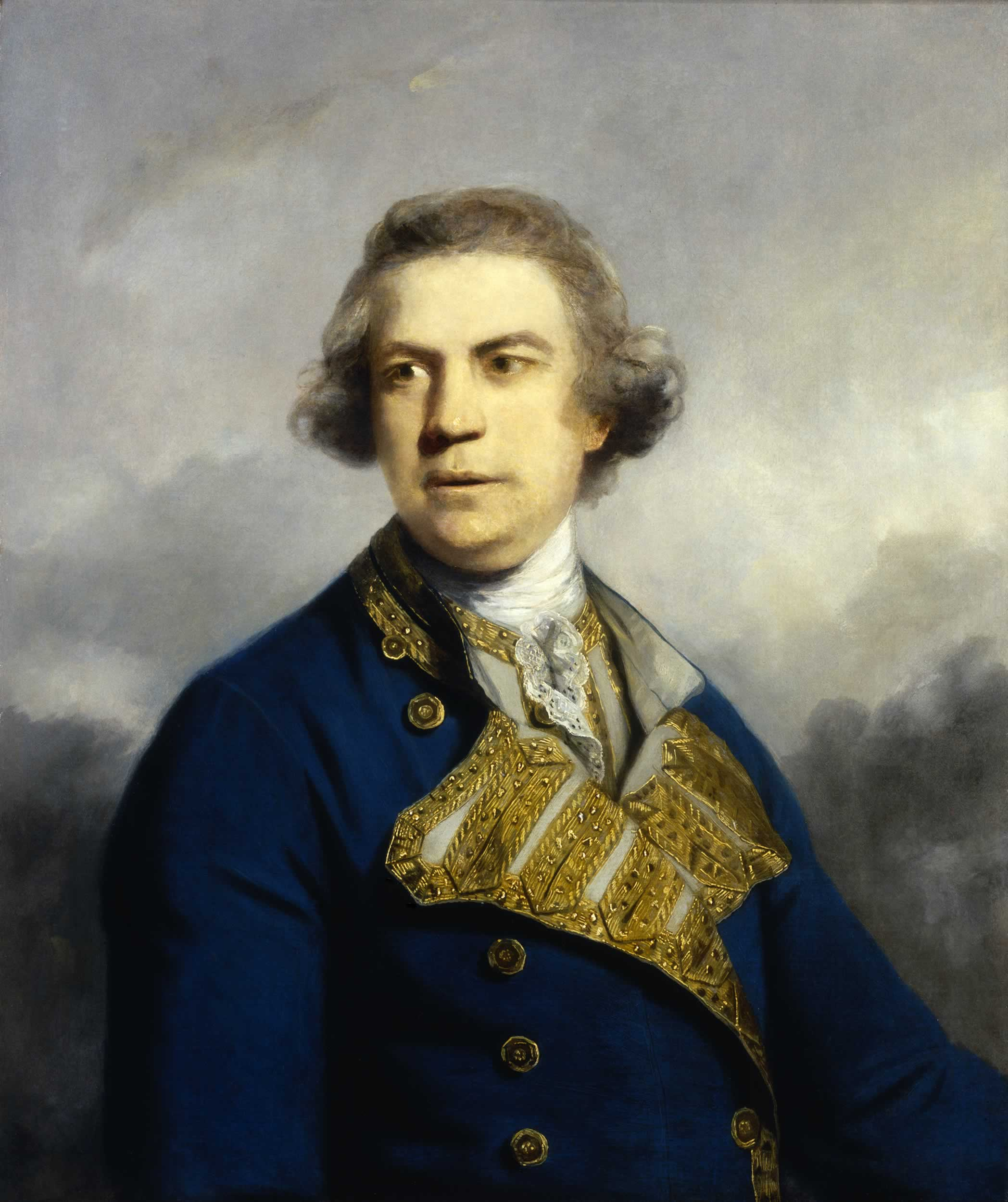
Keppel, en petit uniforme d'officier, 1765, par Reynolds (National Maritime Museum)

Lorsque l’Espagne rejoint la France dans son combat contre l’Angleterre, Keppel est envoyé comme commandant en second de Sir George Pocock, lors de l'expédition contre Cuba. Au cours de cette expédition, les troupes d'infanterie britanniques sont placées sous les ordres de son frère aîné, le général George Keppel. Le 13 août 1762, la chute de La Havane donne la victoire aux Britanniques malgré la perte de près de 5 000 soldats atteints par la fièvre jaune. Les 25 000 £ de parts de prise qu'il reçoit le lui permettent de se dégager de la position inconfortable qui était la sienne jusqu'alors de « fils cadet d'une famille ruinée par les extravagances du père. »
Il est promu Rear Admiral en octobre 1762, et siège au Board de l'Amirauté entre juillet 1765 et novembre 1766, et est promu Vice Admiral le 24 octobre 1770. Lorsque le conflit à propos des îles Falkland éclate en 1770 il est choisi pour mener la flotte britannique contre l'Espagne, mais un accord est trouvé, et l'expédition n'a finalement pas lieu.

## La guerre d'indépendance américaine
Les premières années de la guerre d'indépendance américaine est l'une des périodes les plus importantes dans la vie d’Augustus Keppel et aussi l'une des plus débattues par les historiens. De par ses origines familiales, il est un fervent partisan du parti Whig et de ses leaders Charles Watson-Wentworth, 2e marquis de Rockingham et Charles Lennox, 3e duc de Richmond. Il partage alors toutes les passions du parti, plus tard écarté du pouvoir par la volonté du roi George III.
En tant que member of Parliament, siégeant pour Windsor entre 1761 et 1780, puis pour Surrey il est un partisan zélé, et est en constante opposition avec le groupe des King's Friends. Tout comme eux, il était convaincu que les ministres du roi, et en particulier Lord Sandwich, alors First Lord of the Admiralty, n'étaient capables d'aucune vilénie. Lorsqu'il est nommé pour commander la Channel Fleet, flotte stationnée dans la Manche qui se préparait à attaquer la France in 1778, il prend la mer conscient que le First Lord ne serait pas malheureux de la voir battu.

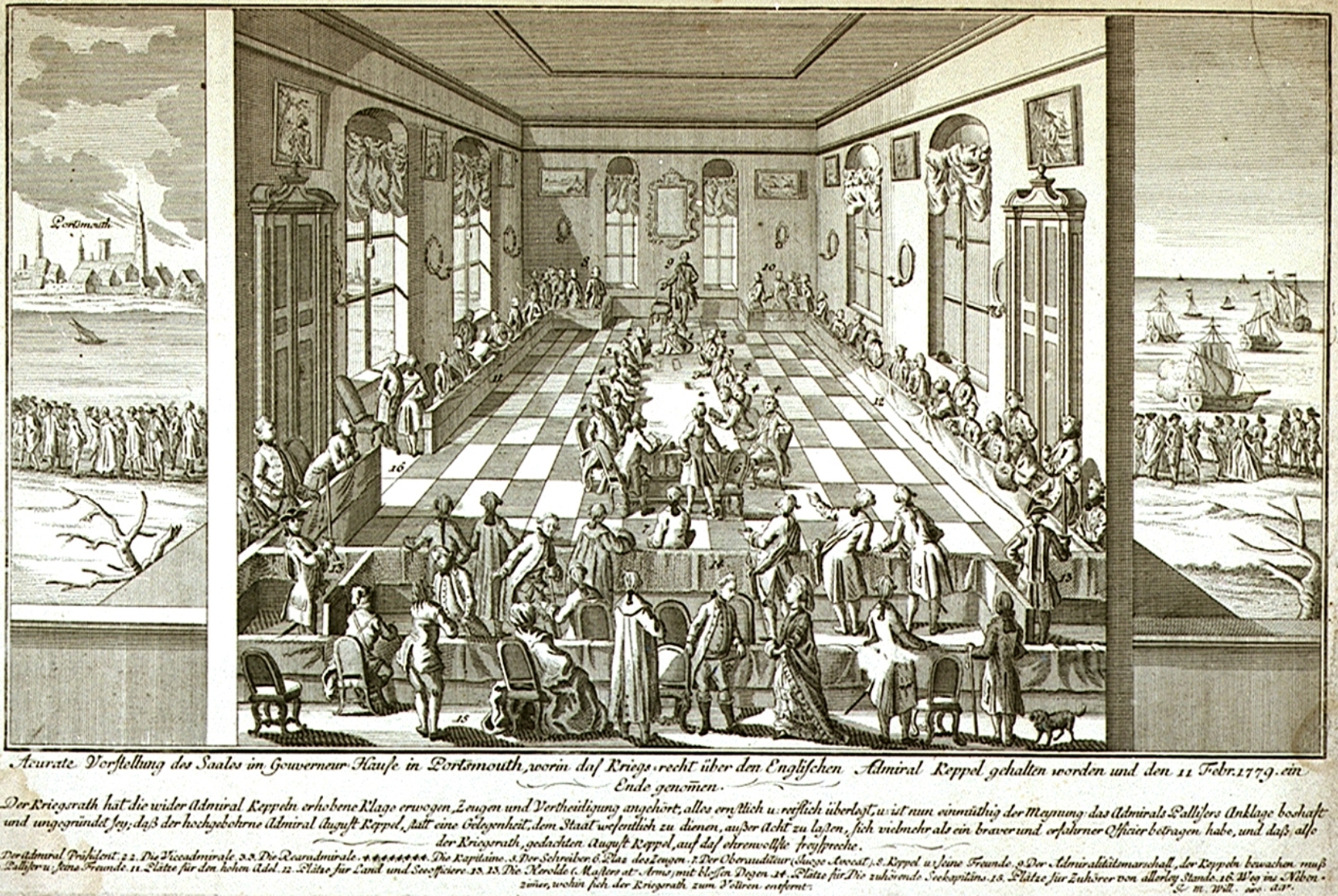
« Représentation exacte de la maison du gouverneur à Portsmouth, où la cour martiale de l'amiral anglais Keppel eut lieu le 11 février 1779 ».

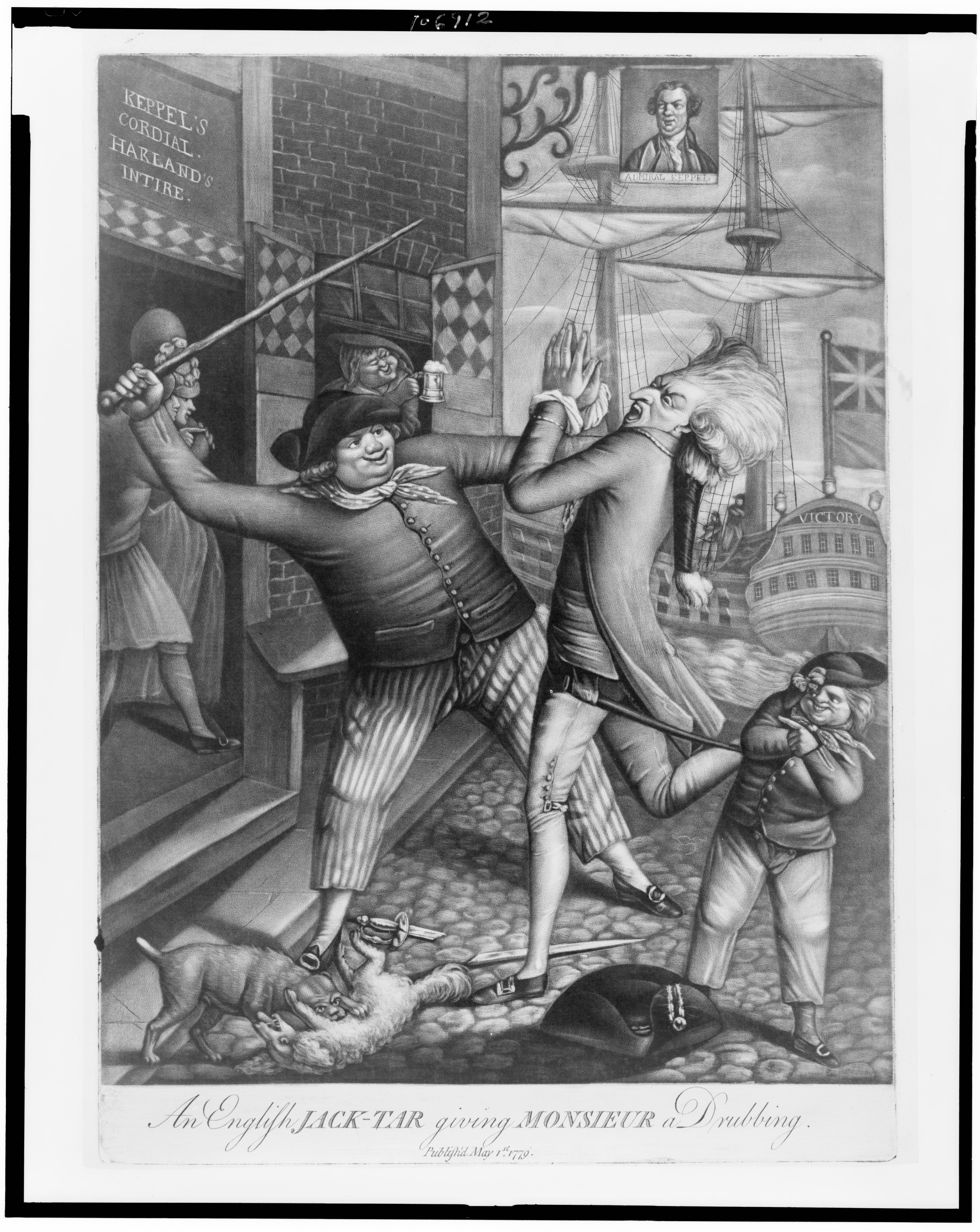
An English jack-tar giving monsieur a drubbing. Caricature montrant un marin anglais, Jack Tar frappant un noble français avec une canne pendant que le chien attaque le caniche de l'homme; l'enseigne au-dessus de porte du pub indique "Keppel's cordial. Harland's intire", le portrait de l'amiral Augustus Keppel est l'enseigne du pub. Navire de guerre britannique "" en arrière-plan. Le marin britannique, Jack Tar, en pantalon à rayures avec un gourdin, a toujours été un personnage populaire dans les caricatures. Dans un contraste typique des types nationaux, il blesse un Français maigre et dandifié. La gravure célèbre également le récent acquittement d’une cour martiale injustifiée de l’amiral Keppel, et l’inscription sur la porte de la taverne de « Keppel's Cordial, Harland's Intire » fait référence à lui et à son jeune officier.

Dans sa malchance, Keppel voit placé sous ses ordres Sir Hugh Palliser (1723-1796), qui était lui aussi un membre du Board de l'Amirauté, un membre du Parlement, et qui était dans l'opinion de Keppel, opinion généralement partagée à l'époque, en partie responsable de l'état de délabrement de la Royal Navy. Lors de la bataille que Keppel livre à la flotte française le 27 juillet 1778 au large d'Ouessant, et qui se termine de manière insatisfaisante, en grande partie en raison de ses erreurs de commandement, aggravé par l'incapacité de Sir Hugh Palliser à obéir à ses ordres, il acquiert la conviction qu'il a été délibérément trahi.
Bien qu'il fasse l'éloge de Sir Hugh Palliser dans son récit public du combat, il l'attaque en privé, et la presse Whig, avec la complicité des amis de Keppel, commence une campagne de calomnie à laquelle les journaux favorables aux ministères répondent avec la même virulence, chaque camp s'accusant mutuellement de trahison délibérée. Il en résulte une série de joutes verbales au Parlement et les deux hommes sont déférés devant une cour martiale. Keppel est le premier à être accusé et acquitté en 1779, avant que Palliser ne soit lui-même acquitté à son tour. Keppel reçoit l'ordre de se retirer du service en mars 1779.
Une colonne est érigée à la fin du XVIIIe siècle pour commémorer son acquittement, commandée en 1778 par Charles Watson-Wentworth, 2e marquis de Rockingham et conçue par John Carr (en).

## Carrière politique
Jusqu'à la chute du ministère Lord North, il est resté membre de l'opposition au parlement. Il a été député de Chichester de 1755 à 1761, puis à Windsor de 1761 à 1780 et enfin du Surrey de 1780 à 1782.
Après la chute du gouvernement North en 1782, il devient Premier Lord de l'Amirauté et fut à cette occasion fait vicomte Keppel et rentre au Conseil privé de sa Majesté. Cependant sa carrière politique n'a pas été brillante : il rompt avec ses anciens alliés politiques en démissionnant pour protester contre le traité de Paris, et il se discrédite en se joignant à la coalition formée par le ministère de North et de Charles James Fox. Après sa chute, il disparaît de la vie publique.